# Olimpia Carlisi
Olimpia Carlisi (* 29. Dezember 1946 in Campi Bisenzio) ist eine italienische Schauspielerin.

## Leben
Carlisi, Tochter eines sizilianischen Vaters, begann als Bühnendarstellerin und wurde von Roberto Rossellini für seine Geschichte der Apostel für die Leinwand entdeckt. Sie spielte danach fast ausschließlich (mit Ausnahmen wie Mike Nichols’ Catch 22) für Autorenfilmer und nicht-kommerziell ausgerichtete anspruchsvolle Filmemacher. In Irene, Irene (Peter Del Monte, 1975) war sie die empfindsame und unstete Schwiegertochter, die die Protagonistin beerbt; in Fellinis Casanova die Magierin Isabella, die den Frauenhelden heilt, sich ihm aber verweigert. Sie agierte für Jean-Marie Straub und Bernardo Bertolucci, für Roberto Benigni, Ferzan Özpetek und Giuseppe Gaudino sowie in etlichen französischen Produktionen. Mehrmals verwirklichte sie Projekte mit dem Filmkritiker Adriano Aprà, beginnend 1970 mit dessen RAI-produzierten Olimpia agli amici, der dokumentarhaft ein Drama zu Zeiten des Zweiten Weltkrieges erzählt, aber sich ganz auf die physische und intellektuelle Faszination der Hauptdarstellerin verlässt.
1980 war Carlisi Komoderatorin des Sanremo-Festivals 1980. 2003 zog sie sich für viele Jahre von der Leinwand zurück, bis sie in Asia Argentos Missverstanden dorthin zurückkehrte.

## Filmografie (Auswahl)
- 1968: Die Geschichte der Apostel (Atti degli apostoli)
- 1969: Im Zeichen des Skorpions (Sotto il segno dello scorpione)
- 1970: Catch-22 – Der böse Trick (Catch-22)
- 1970: Die Augen wollen sich nicht zu jeder Zeit schließen oder Vielleicht eines Tages wird Rom sich erlauben seinerseits zu wählen (Othon) (Othon)
- 1973: Cagliostro (Cagliostro) (Fernseh-Miniserie)
- 1974: Die Mitte der Welt (Le Milieu du monde)
- 1975: Irene, Irene (Irene, Irene)
- 1976: Fellinis Casanova (Il Casanova di Federico Fellini)
- 1979: Von der Wolke zum Widerstand (Dalle nube alla resistenza)
- 1980: Die Terrasse (La terrazza)
- 1981: Seuls
- 1981: Die Tragödie eines lächerlichen Mannes (La tragedia di un uomo ridiculo)
- 1983: Strada Pia
- 1985: Rendez-Vous (Rendez-vous)
- 1987: Gezähmte Spur (Les Noces de plomb)
- 1992: Wendekreis der Angst (Alibi perfetto)
- 1994: Geschwister (Três Irmãos)
- 1999: Dem Mörder verfallen – Eine Frau in Gefahr (Ombre)
- 2003: Das Fenster gegenüber (La finestra di fronte)
- 2014: Missverstanden (Incompresa)